# José Freire Falcão
José Freire Falcão, född 23 oktober 1925 i Ererê i Ceará, död 26 september 2021 i Brasília, var en brasiliansk kardinal och ärkebiskop. Han var ärkebiskop av Brasília från 1984 till 2004 och kardinal från 1988.

## Bilder

Kardinal Falcãos titelkyrka
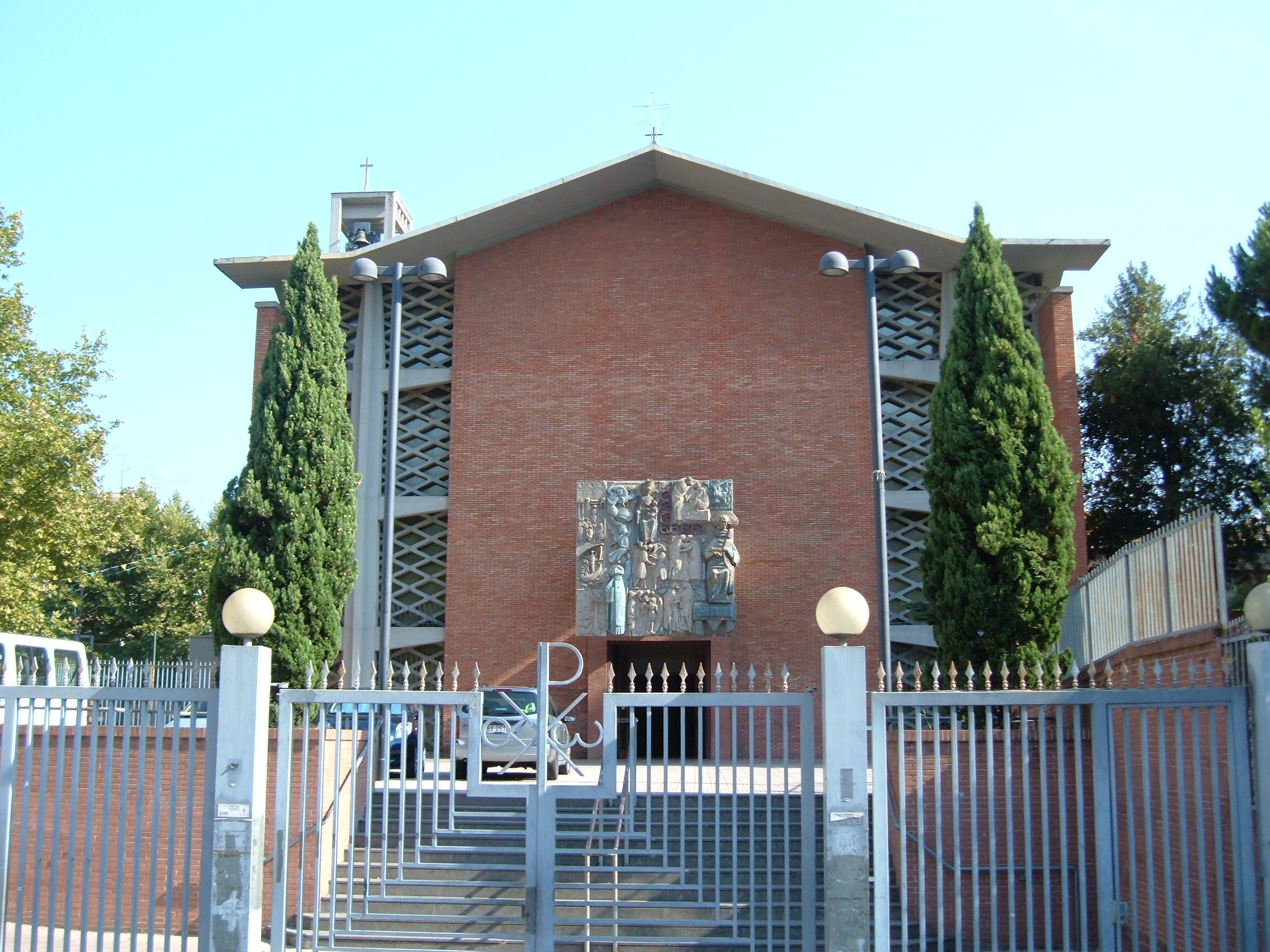
San Luca a Via Prenestina.